# 山科言総
山科言総（やましな ときふさ、慶長8年（1603年） - 寛文元年（1661年）11月27日)は、江戸時代前期の公卿。

## 官歴
- 慶長19年（1614年）：右少将
- 元和3年（1617年）：従五位上
- 元和5年（1619年）：内蔵頭
- 元和6年（1620年）：正五位下
- 寛永2年（1625年）：従四位下、右中将
- 寛永5年（1628年）：従四位上
- 寛永9年（1632年）：正四位下
- 寛永13年（1636年）：従三位
- 寛永18年（1641年）：正三位
- 寛永20年（1643年）：参議
- 正保元年（1644年）：権中納言
- 正保2年（1645年）：踏歌節会外弁
- 慶安2年（1649年）：従二位
- 承応元年（1652年）：権大納言

## 系譜
- 父：山科言緒
- 養子：山科言行（藤谷為賢の子）